# جان ای. داناهر
جان ای. داناهر (به انگلیسی: John Anthony Danaher) سناتور سابق عضو حزب جمهوری‌خواه ایالات متحده آمریکا بود. وی در سال ۱۹۳۹ تا ۱۹۴۵ میلادی سناتور ایالت کنتیکت در سنای ایالات متحده آمریکا بود.